# ブラザーフッド・オブ・ブレス
ブラザーフッド・オブ・ブレス（Brotherhood of Breath）は、1960年代後半、南アフリカのピアニストであり作曲家のクリス・マクレガー（1936年-1990年）によって結成されたビッグバンドである。
ブラザーフッド・オブ・ブレスには、マクレガー自身、ルイス・モホロ、ハリー・ミラー、モンゲジ・フェザ、ドゥドゥ・プクワナ、（時々）ジョニー・ダイアニなど、ロンドン在住の南アフリカ人居住者コミュニティからのメンバーが多く含まれていた。同時にロンドンに拠点を置くフリー・ジャズ・ミュージシャンの多く：ロル・コックスヒル、エヴァン・パーカー、ポール・ラザフォード、ハリー・ベケット、マーク・チャリグ、アラン・スキドモア、ジム・ドゥヴォラック、マイク・オズボーン、エルトン・ディーン、ニック・エヴァンス、ジョン・サーマンといった面々も参加した。誰が参加可能かによって、メンバーは流動的であった。
オリジナルのブラザーフッド・オブ・ブレスは1970年代後半に終了し、モンゲジ・フェザとハリー・ミラー（そのレーベル、オガン・レコードがブラザーフッドのアルバムの一部をリリースした）の死により、マクレガーはフランスで初期のグループの2番目のバージョンを結成した。1980年代には、フランスのジャズ・ミュージシャン（フランソワ・ジャンノー、ルイ・スクラヴィス、ジャン・クロード・モントレドン、ディディエ・ルヴァレ）を含むヨーロッパのミュージシャンを追加した。1987年に、3番目のバージョンがアフリカとアニー・ホワイトヘッドなどのイギリスのミュージシャンとで結成された。このバンドでは、音楽はより緊密にアレンジと制御がなされ、フリー・インプロヴィゼーションは少なくなった。
その音楽は、チャールズ・ミンガスのハード・ドライブ・ブルースとサン・ラの野生の実験主義を混ぜ合わせたものに似ているが、南アフリカの影響とインテリジェントなアレンジメントによって独特の雰囲気を保持している。

## ディスコグラフィ

### アルバム
- 『クリス・マクレガーズ・ブラザーフッド・オブ・ブレス』 - Chris McGregor's Brotherhood of Breath (1971年、RCA Neon)
- 『ブラザーフッド』 - Brotherhood (1972年、RCA)
- Live at Willisau (1974年、Ogun)
- Procession (1978年、Ogun)
- Yes Please (1981年、In and Out)
- Country Cooking (1988年)
- En Concert a Banlieues Bleues (1989年、52e Rue Est) ※with アーチー・シェップ
- 『トラヴェリング・サムウェア』 - Travelling Somewhere (2001年、Cuneiform Rune) ※1973年録音
- 『ブレーメン・トゥ・ブリッジウォーター』 - From Bremen to Bridgewater (2004年、Cuneiform Rune) ※1971年/1975年録音
- Eclipse at Dawn (2008年、Cuneiform Rune) ※1971年録音